# Syed Sabir Pasha
Syed Sabir Pasha (Tamil Nadu, 5 novembre 1972) è un ex calciatore e allenatore di calcio indiano, di ruolo attaccante.

## Biografia
Suo figlio,  Syed Suhail Pasha, è anch'egli calciatore.